# Rapasaari (ö i Norra Savolax, Kuopio, lat 63,13, long 27,31)
Rapasaari är en ö i Finland. Den ligger i sjön Maaninkajärvi och i kommunen Kuopio i den ekonomiska regionen  Kuopio ekonomiska region  och landskapet Norra Savolax, i den centrala delen av landet, 300 km norr om huvudstaden Helsingfors. Öns största längd är 130 meter i öst-västlig riktning.